# Анна Руе
Анна Руе (на немски: Anna Ruhe) е германска графична дизайнерка и писателка на произведения в жанра детска литература.

## Биография и творчество
Анна Руе е родена през 1977 г. в Берлин, ГДР. Като тийнейджър живее известно време в Англия. След връщането си в Германия следва комуникационен дизайн и илюстрация и финансира обучението си работейки като асистент фотограф. След дипломирането си работи като графичен дизайнер в няколко дизайнерски бюра.
След раждането на първото ѝ дете започва да пише детски книги. Първият ѝ роман „Зеландия : пропадане във водовъртежа“ е издаден през 2015 г. В историята Макс е тръгнал да издирва баща си, а Ема досадно го следва по петите, когато пропадат в стар кладенец и силен водовъртеж ги отвежда във фантастичния свят на Зеландия – с огромни къщи над водата и под нея, чудати събирачи на гъби, морски пирати, гигантски медузи и истински русалки.
През 2016 г. е издаден романът ѝ „Монт Караван: Едно фантастично пътешествие с дилижанса на времето“. След като в никое училище не го искат, Джейк попада в „Монт Караван“, училище, в което учениците живеят в каравани и всеки срок то се мести, а и уроците са странни. Чудейки се как и защо е попаднал там, научава че в училището се пази древна книга, която съдържа знания за бъдещето на човечеството, а тя е обект на домогване от жадни за власт врагове.
Първият ѝ роман „Една тайна витае във въздуха“ от поредицата „Магическата аптека“ е издаден през 2018 г. След преместването на семейството ѝ в стара вила, Луци открива тайно подземие, в което има рафтове с подредени шишенца, пълни с изненади, но и с опасности. С това странните неща не свършват, и тя и брат ѝ, заедно със съседското момче Матс, ще трябва сами да разгадаят тайната на магическата аптека за аромати. Всички томове от поредицата са в списъка на бестселърите на „Шпигел“ (книги за младежи) от 2018 г. и са преведени на 11 езика по света.
Заедно с писателската си дейност тя води и писмени семинари в областта на „творческото писане“.
Анна Руе живее със семейството си в Берлин.

## Произведения

### Самостоятелни романи
- Seeland. Per Anhalter zum Strudelschlund (2015)[1][2]
Зеландия : пропадане във водовъртежа, изд. „Архипелаг : Златното пате “ (2022), прев. Галина Златарева
- Mount Caravan: Die fantastische Fahrt im Nimmerzeit-Express (2016)
Монт Караван: Едно фантастично пътешествие с дилижанса на времето, изд. „Архипелаг“ (2022), прев. Галина Златарева
- Magische Tiergeschichten (2017)
- Die kleine Weihnachtslok (2020)

### Поредица „Магическата аптека“ (Die Duftapotheke)
с илюстрации от Клаудия Карл
1. Ein Geheimnis liegt in der Luft (2018)[1][2]
Една тайна витае във въздуха, изд. „Архипелаг“ (2020), прев. Евелина Банева
2. Das Rätsel der schwarzen Blume (2018)
Загадката на черното цвете, изд. „Архипелаг“ (2020), прев. Евелина Банева
3. Das falsche Spiel der Meisterin (2019)
Тайната на града на вечните, изд. „Архипелаг“ (2020), прев. Евелина Банева
4. Das Turnier der tausend Talente (2020)
Турнирът на хилядата таланта, изд. „Архипелаг“ (2021), прев. Евелина Банева
5. Die Stadt der verlorenen Zeit (2020)
Градът на изгубеното време, изд. „Архипелаг : Златното пате “ (2021), прев. Евелина Банева
6. Das Vermächtnis der Villa Evie (2021)
Посланието на вила „Еви“, изд. „Архипелаг : Златното пате “ (2021), прев. Евелина Банева

- Das geheime Buch der Düfte (2022)

### Поредица „Академия за аромати“ (Die Duftakademie)
1. Die Entdeckung der Talente (2022)[1]

### Поредица „Макси фон Филип“ (Maxi von Phlip)
1. Vorsicht, Wunschfee! (2021)[1][2]
2. Wunschfee vermisst! (2021)
3. Feen-Alarm! (2022)